# Rozkoš (okres Znojmo)
Obec Rozkoš (německy Roskosch) se nachází v okrese Znojmo v Jihomoravském kraji. Žije zde 176 obyvatel.
Sousedními obcemi sídla jsou Biskupice-Pulkov, Hostim, Slatina, Střelice, Příštpo, Radkovice u Hrotovic a Jaroměřice nad Rokytnou.

## Název
Vesnice vznikla z osady na křižovatce silnic. Zprvu v ní stály tři hostince (Rozkoš, Peklo a Kratochvíle). Pro osadu se vžilo jméno Šrámek podle příjmení prvního hostinského. Jméno Rozkoš bylo dáno úředně a v lidové mluvě se nepoužívalo.

## Historie
První písemná zmínka o obci pochází z roku 1750.

## Pamětihodnosti
- Kaple se zvonicí
- Sloup Nejsvětější Trojice u návesní kaple.
- Dřevěný kříž s korpusem a kohoutem v místní části Pajón

## Osobnosti
- Ludvík Meduna (1902–1993), archeolog